# Okręgowa Delegatura Rządu Kraków
Okręgowa Delegatura Rządu Kraków (kryptonimy Kopiec, Sól, Wisła) – okręgowe (wojewódzkie) przedstawicielstwo Delegatury Rządu na Kraj z siedzibą w Krakowie, utworzone w 1941.
Okręgowym Delegatem Rządu był Jan Jakóbiec Górny. ODR Kraków obejmowała swoim zasięgiem teren przedwojennego województwa krakowskiego, oraz tereny województwa lwowskiego położone na zachód od rzeki San.
W skład ODR Kraków wchodziły Powiatowe Delegatury Rządu na Kraj: Bochnia, Brzesko, Brzozów, Dębica, Gorlice, Jasło, Kolbuszowa, Kraków, Krosno, Limanowa, Lesko, Łańcut, Miechów, Mielec, Myślenice, Nisko, Nowy Sącz, Nowy Targ, Przemyśl, Przeworsk, Rzeszów, Sanok, Tarnobrzeg, Tarnów, Wadowice, oraz Miejska Delegatura Rządu w Krakowie.